# Dicondylia
Dicondylia là một nhóm taxon bao gồm tất cả côn trùng trừ các loài Archaeognatha.